# Jasmin Hukić
Jasmin Hukić (Tuzla, 15 agosto 1979) è un ex cestista bosniaco.

## Carriera
Con la Bosnia ed Erzegovina ha disputato quattro edizioni dei Campionati europei (1999, 2001, 2003, 2005).

## Palmarès
- Lega Adriatica: 2

Olimpia Lubiana: 2001-02
Hemofarm Vršac: 2004-05
- FIBA EuroCup Challenge: 1

Ural Great Perm': 2005-06
- Campionati della Bosnia ed Erzegovina: 3

1996-97, 1999-2000, 2000-01
- Campionato polacco: 1

2006-07
- Campionato sloveno: 5

Union Olimpija: 2001-02, 2007-08, 2008-09
Krka Novo mesto: 2012-13, 2013-14
- Coppa di Slovenia: 6

Union Olimpija: 2002, 2003, 2008, 2009
Krka Novo mesto: 2014, 2015
- Coppa di Bosnia ed Erzegovina: 3

Sloboda Tuzla: 1997, 1999, 2001